# Being There
Being There er en amerikansk film fra 1979, med den engelske komiker Peter Sellers i hovedrollen. Filmen er instrueret af den amerikanske instruktør, Hal Ashby.
Filmen er basseret på Jerzy Kosinskis bog Velkommen Mr. Chance som har originaltitlen Being There.

## Eksterne Henvisninger
- Being There på Internet Movie Database (engelsk)
- Being There på Filmdatabasen
- Being There på Scope
- Being There i Svensk Filmdatabas (svensk)
- Being There på AlloCiné (fransk)
- Being There på MovieMeter (nederlandsk)
- Being There på AllMovie (engelsk)
- Being There hos American Film Institute (engelsk)
- Being Theres profil hos Encyclopædia Britannica Online (engelsk)
- Being There på Turner Classic Movies (engelsk)